# David Smith (friidrottare)
David Smith, född 24 juli 1955, är en friidrottare från Australien. Han deltog vid olympiska sommarspelen 1980.